# Marta Masana
Marta Masana Far, conocida simplemente como Marta Masana, es una historietista e ilustradora española, conocida por su obra Mocca Café y su colaboración en la revista satírica El Jueves.

## Primeros años y carrera
Marta Masana nació y creció en Mallorca, donde desde una temprana edad se mostró interesada en el dibujo y la animación.
En 2013 comenzó a publicar tiras del webcómic Mocca Café, que acabó publicando en una edición física y recopilatoria en 2016, marcando su primer trabajo propio como autora.
En 2017 participó en el Festival Internacional de Cómic de Angulema junto a otros autores baleares como Rafael Vaquer y Jaume Martí.
Entre 2018 y 2019 trabajó como guionista y dibujante en la revista de cómic erótico Sextories - Historias con chicha.
Fue también en 2018 cuando publicó su segunda obra, Vamos nena que te comen la merienda, de la mano de Planeta Cómic junto a la artista So Blonde.
En 2019 asistió como autora invitada a la ya extinta convención de cómic y autoedición KBOOM de Barcelona.
En 2021 fue entrevistada junto a Rocío Vidal por el canal web Diálogos de Cómic, en una iniciativa por visibilizar a las mujeres de la industria del cómic tanto dentro como fuera de España.

### APPEC
- Esquitx #51 (Antología)

### Autoedición
- Mocca Café (2016)

### Café con leche
- Sextories - Historias con chicha #1-3 (2018-2019; Antología)[6][7]

### Ediciones El Jueves
- El Jueves #2145, 2151, 2231 (2018-2020; Revista)

### Obras financiadas por organismos oficiales
- Apòcrifs. El Diocesà il·lustrat (2017; Antología)
- El Parlament de les Illes Balears (2019; Antología)

### Planeta Cómic
- Vamos nena que te comen la merienda (2018)[8][9]